# مار پرنده آتشین

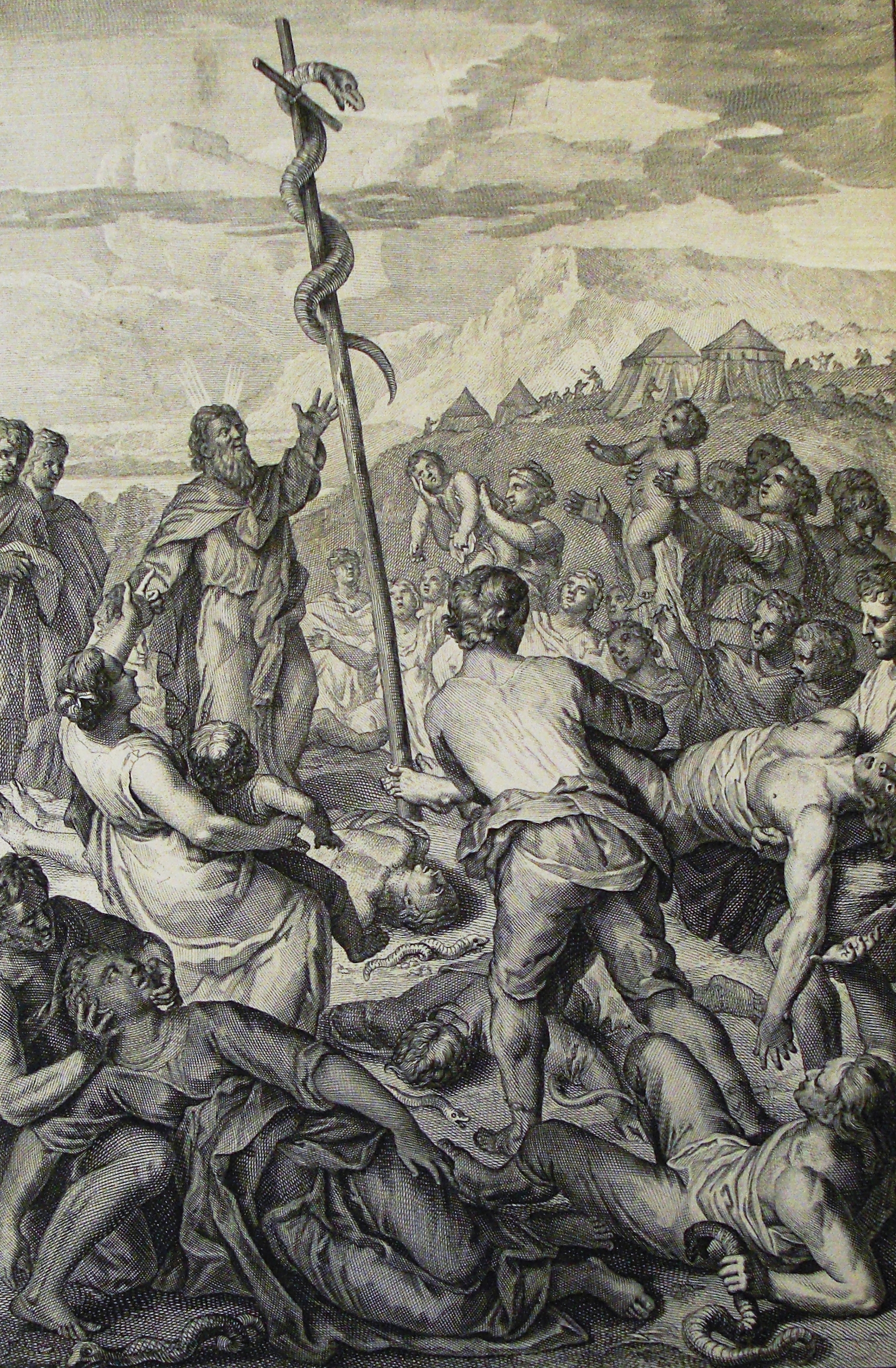
بنی اسرائیل توسط مارهای آتشین گزیده شدند (کتاب اعداد فصل ۲۱). چاپی از مجموعه تصاویر کتاب مقدس فیلیپ مدهرست

مار پرنده آتشین (انگلیسی: Fiery flying serpent) موجودی است که در کتاب اشعیا در تناخ (کتاب مقدس عبری) ذکر شده است.
اصطلاحی که به «مار آتشین» ترجمه شده است، ساراف، در جای دیگری از کتاب اشعیا به معنای سراف‌ها آمده است که شکل مفرد آن نیز ساراف است.